# Kalendarium historii Botswany

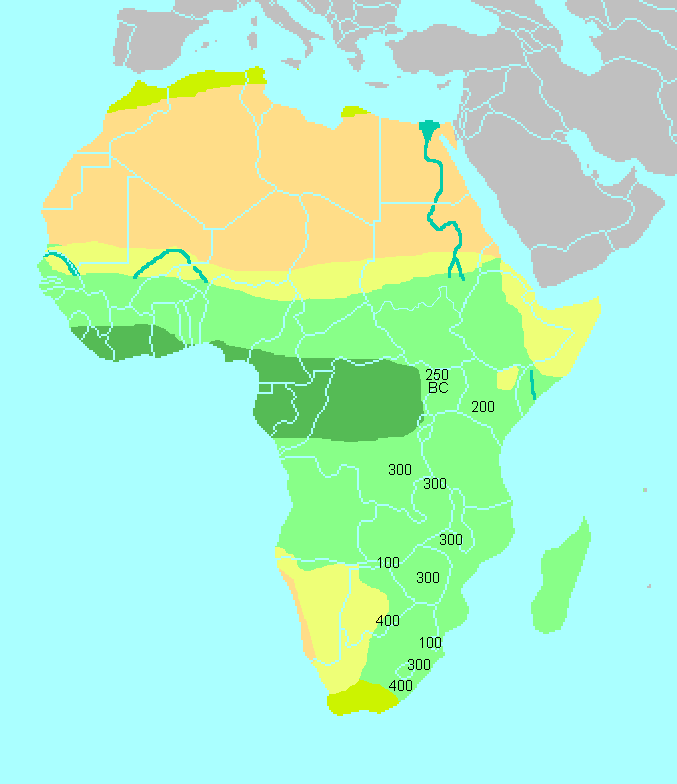
Rozprzestrzenianie się wczesnej epoki żelaza w południowej Afryce

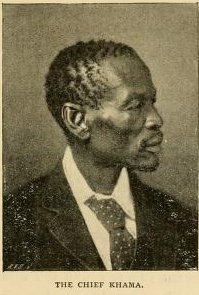
Khama III, wódz Bamangwato w drugiej połowie XIX wieku

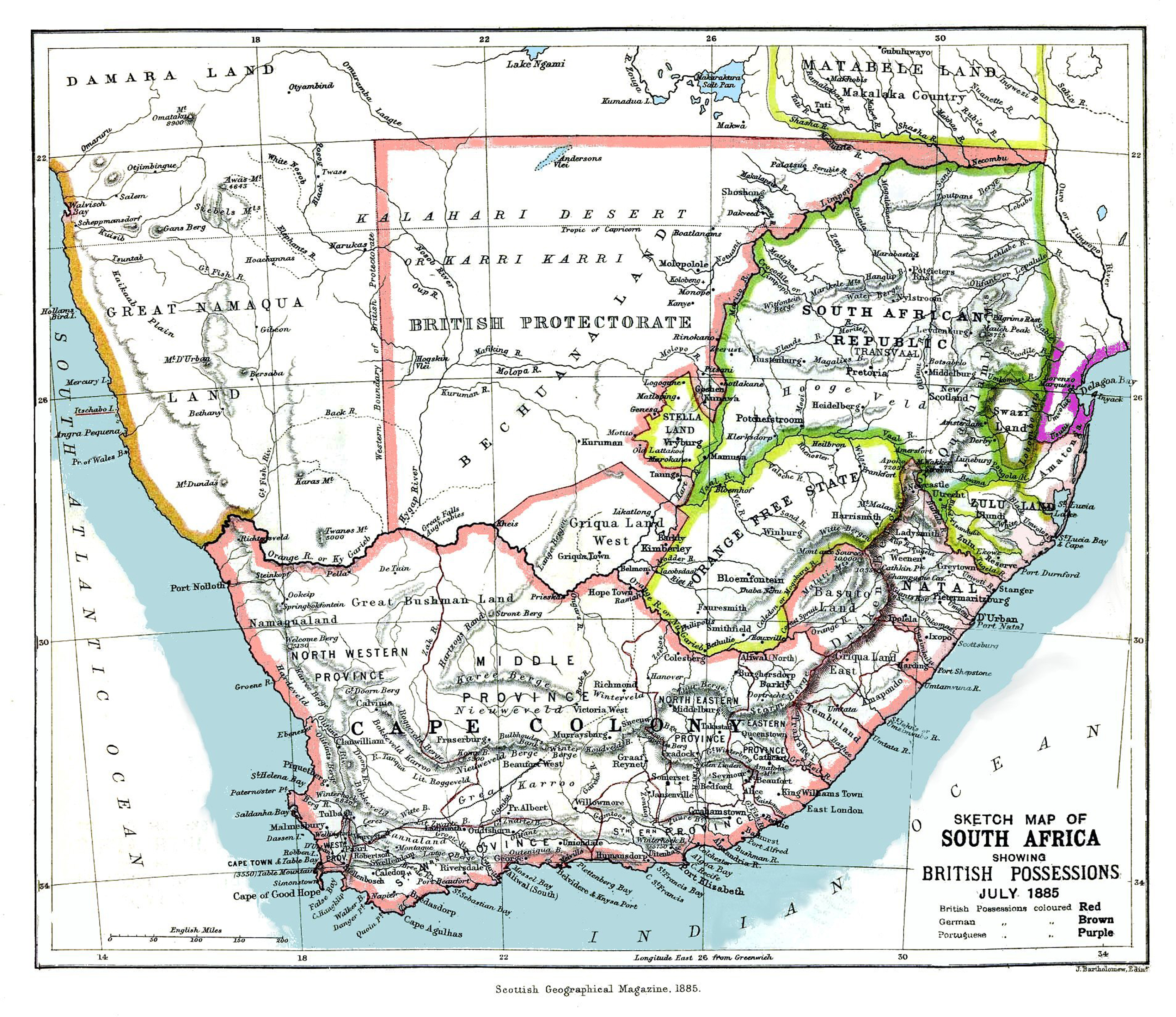
Mapa Beczuany z 1885

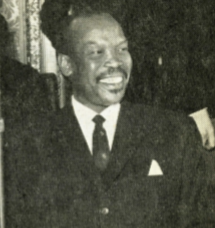
Seretse Khama

Kalendarium historii Botswany – uporządkowany chronologicznie, począwszy od czasów najdawniejszych aż do współczesności, wykaz dat i wydarzeń z historii Botswany.

## Czasy przedkolonialne
- I tysiąclecie p.n.e – zasiedlenie terenu obecnej Botswany przez Buszmenów[1].
- VIII w. n.e – początek napływu ludu Banthu, wyparcie Buszmenów do Kotliny Kalahari[1].
- ok. 1095 – powstanie kultury Moritsane[2][3].
- XIII–XIV w. – konsolidacja zachodniego Transwalu przez potężne dynastie z ludu Banthu[3].
- koniec XVIII w. – początek penetracji kraju przez osadników holenderskich z Kraju Przylądkowego[1].
- I połowa XIX w. – napływ brytyjskich misjonarzy i migracje innych ludów, wskutek ekspansji państwa Zulusów[1].
- 1824 – czasy wojny pomiędzy plemionami, lud Kololo atakuje Ngwaketse(inne języki). Ginie król Ngwaketse, Makaba II[4].
- II połowa XIX w. – walki Tswana z Burami[1][3].
- 1867–1869 – gorączka złota w Botswanie, napływ białych osadników[3].

## Panowanie brytyjskie
- 1885 – ogłoszenie przez Wielką Brytanie powstania Beczuany[1].
- 1895 – wcielenie Brytyjskiej Beczuany do Kraju Przylądkowego[1]. Delegacja trzech królów z ludu Tswana przybywa do Londynu[3].
- 1899–1904 – ustanowienie przez Brytyjczyków granic ziem plemiennych[1].
- 1909 – utworzenie stanowiska Wysokiego Komisarza zarządzającego Beczuaną[5].
- 1910 – włączenie Botswany do Południowoafrykańskiej Unii Celnej[1].
- 1921 – powołanie samorządu w formie rad tubylczych, w których zasiadała arystokracja Tswana[1][5].
- lata 30. XX w. – próby reform administracji oraz unowocześnienia górnictwa i rolnictwa, zostają storpedowane przez przywódców Tswane, jako wzmacniające władzę białych osadników[4].
- lata 50. XX w. – narodziny botswańskiego ruchu niepodległościowego opartego na ludzie Bamangwato(inne języki)[1][3].
- 1961 – utworzenie rady legislacyjnej o charakterze doradczym[6].
- 1964 – nadanie Beczuanie autonomii[1].
- 1965 – przeniesienie stolicy Beczuany z Mafikeng do Gaborone[5].

## Niepodległa Botswana
- 1966 – nadanie Botswanie niepodległości, Seretse Khama pierwszym prezydentem i szefem rządu[1].
- 1980 – śmierć Khamy, prezydentem Quett Masire[1]. Powołanie Wspólnoty Rozwoju Afryki Południowej[3].
- 1985–1986 – południowoafrykańskie rajdy na Gaborone, skutkujące śmiercią 15 cywilów[3].
- 1986 – porozumienie z RPA, znane jako "pakt o bezpieczeństwie[1]".
- 1998 – Masire ustępuje z urzędu, prezydentem Festus Mogae[1].
- 2001 – referendum w sprawie reformy sądownictwa[7].
- 2008 – Mogae rezygnuje z urzędu, prezydentem Seretse Ian Khama[3].
- 2018 – ustąpienie Serestse Iana, prezydentem Mokgweetsi Masisi[8].